# 学校至上主義
学校至上主義（がっこうしじょうしゅぎ）とは、学歴社会あるいは教育環境などにおいて、学校そのものに依拠した考え方のことである。 学校教育至上主義（がっこうきょういくしじょうしゅぎ）、学校依存主義（がっこういぞんしゅぎ）とも。 ここでは包括的に取扱う。

## 概要
田中良太は、教育勅語により学校(教育)至上主義の概念が日本人の一般的な社会通念となったとしている。田中によると、天皇機関説事件や京大滝川事件などの軍部や特高警察の存在によって、大学の自治が強引に侵されたという意識は、学校教育礼讃になりやすく当時の自由主義者の思考形態が学校教育至上主義であったという。さらに、教育基本法によって、理論的に再武装されたと評価しており、教育基本法は「昭和版教育勅語」であると位置づけている。

## 問題点、懸念
山下栄一は1998年3月12日の参議院文教科学委員会において、「学校教育の中における親の位置づけが法的にも不明確である」と疑問の声を上げている。
菅克己は2004年9月27日の埼玉県川口市議会定例会において、基礎学力の向上という第一目的から逸脱したマナー、礼儀作法、文化活動、人格形成などの様々なことが学校に期待されている状況を学校至上主義と評し、そのため公立学校の義務教育課程は過酷な状況になっているとの認識を述べた。
日弁連においても学歴社会と並んで根深いとされており解消に向けた具体的方策を取るべきであると提言されている。また提言の元となる子どもの権利条約の第29条1項に定められている「児童の人格、才能並びに精神的及び身体的な能力を可能な最大限度まで発達させる」の実現には、学歴社会、学校至上主義にメスを入れる必要があるとの提言から上記定義の阻害要因であることが読み取れる。